# Дремлено
Дремлено — деревня на севере Бежаницкого района Псковской области. Входит в состав сельского поселения муниципальное образование «Добрывичская волость».
Расположена на берегу реки Уда, в 32 км к северу от райцентра Бежаницы и в 4 км к юго-западу от волостного центра Добрывичи.
Численность населения деревни по состоянию на 2000 год составляла 16 жителей.